# Clarkenia lacertana
Clarkenia lacertana är en fjärilsart som beskrevs av Philipp Christoph Zeller 1866. Clarkenia lacertana ingår i släktet Clarkenia och familjen vecklare. Inga underarter finns listade i Catalogue of Life.